# Cerapterus benguelanus
Cerapterus benguelanus is een keversoort uit de familie van de loopkevers (Carabidae). De wetenschappelijke naam van de soort is voor het eerst geldig gepubliceerd in 1926 door H.Kolbe.